# ويليام دبليو. روكر
ويليام دبليو. روكر هو محامي وقاضي وسياسي أمريكي، ولد في 1 فبراير 1855 في كوفينغتون في الولايات المتحدة، وتوفي في 30 مايو 1936 في كيتيزفيل في الولايات المتحدة. نشط حزبياً في الحزب الديمقراطي. وقد انتخب عضو مجلس النواب الأمريكي ‏.